# Turkmenen (Syrien)

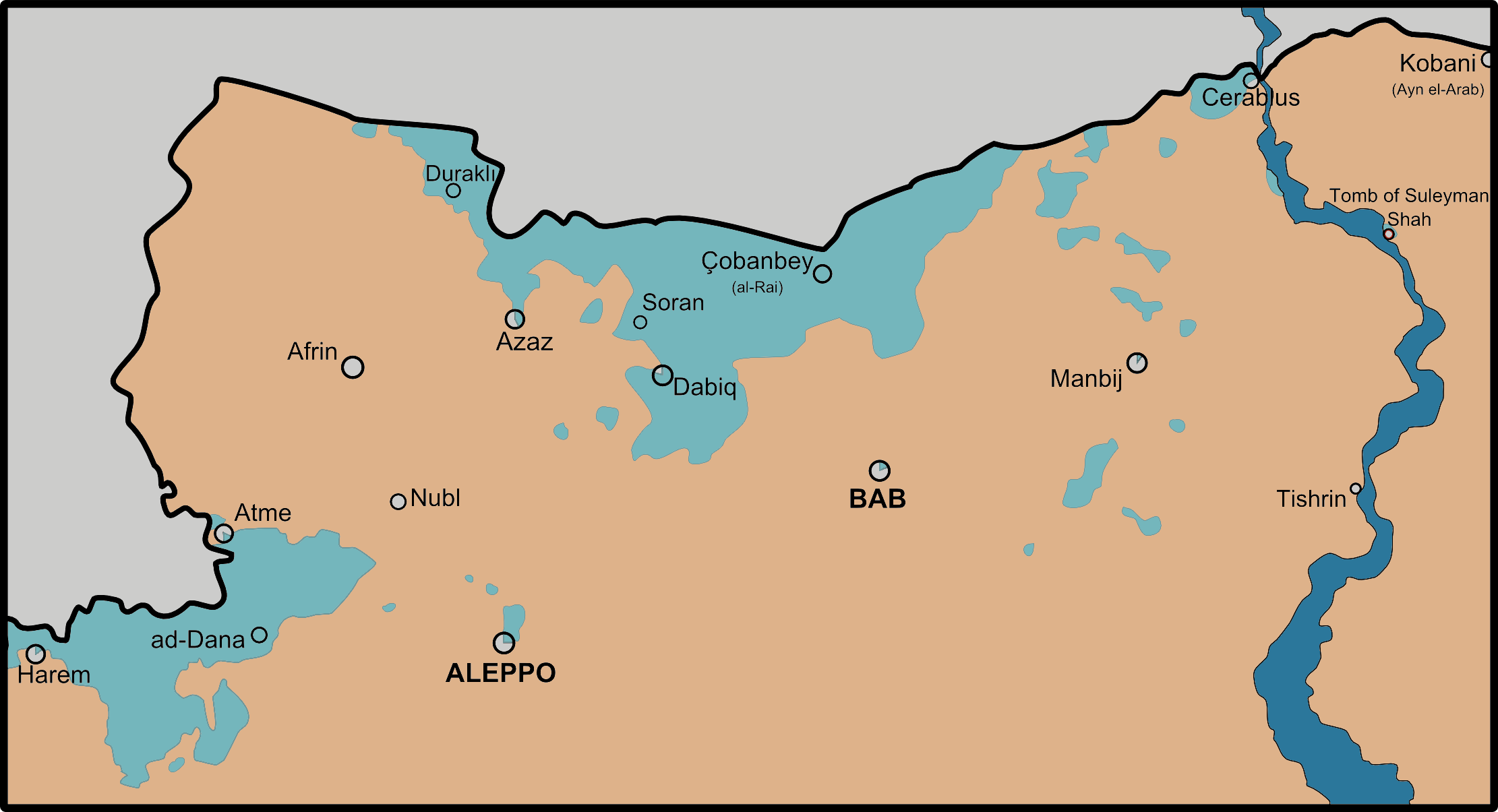
Ein Teil des Siedlungsgebiets der Turkmenen im nördlichen Syrien

Die Turkmenen bzw. Turkomanen (türkisch Türkmenler) machen in Syrien etwa zwischen 100.000 und 200.000 bzw. bis zu 1.000.000 Menschen aus. Sie leben hauptsächlich in den Städten Aleppo, Damaskus, Hama, Homs und Latakia sowie im Gebiet al-Dschasira. Es besteht trotz der Namensgebung keine unmittelbare Verbindung mit dem modernen Staat Turkmenistan.
Viele Turkmenen sprechen inzwischen vorwiegend die Landessprache Arabisch, einige beherrschen auch noch das Türkische bzw. einen südaserbaidschanischen Dialekt. Die vorherrschende Religion ist der sunnitische Islam. Die heutigen Turkmenen sind die Reste der osmanisch-türkischen Bevölkerung, die nach dem Zusammenbruch des Osmanischen Reiches in Syrien verblieben sind. Die Turkmenen des Iraks bilden eine nah verwandte Gruppe. Umgekehrt leben viele syrische Araber in der Türkei. Während des syrischen Bürgerkrieges (ab 2011) baten viele Turkmenen in Syrien die Türkei um Schutz und Hilfe. Wie andere Volksgruppen bildeten die Turkmenen auch eigene Kampfverbände. Ein Beispiel dafür sind die Brigaden, die sich als Syrisch Turkmenisches Heer (türkisch: Suriye Türkmen Ordusu) bezeichnen und Teil der Nationalkoalition syrischer Revolutions- und Oppositionskräfte sind.

## Geschichte
Seit dem 11. Jahrhundert wurde der Nahe Osten und auch Syrien vermehrt von türkischen Stämmen besiedelt. Vorher dienten schon Türken als Militärsoldaten den arabischen Kalifen und waren in Garnisonen in Syrien stationiert. Im 12. Jahrhundert gerieten der Irak und Syrien unter die Herrschaft der türkischen Zengiden, die nach dem Zusammenbruch des seldschukischen Reiches entstanden. Die Zengiden wurden von den Ayyubiden und diese von den Mamluken abgelöst. 
Im Laufe der Expansion des Osmanischen Reiches wurde Syrien 1516 unter Sultan Selim I., der die Mamluken in der Schlacht von Mardsch Dabiq nahe Aleppo besiegte, Teil des Reiches. Während dieser osmanischen Herrschaft wurden weitere türkische Stämme hier angesiedelt. Gemäß der Siedlungspolitik besetzten die türkischen Siedler wichtige Punkte (Latakia, Aleppo, Homs, Hama) und sollten unter anderem den Pilgerweg nach Mekka beschützen. 1864 entstand das Vilâyet Syrien. Nach dem Russisch-Osmanischen Krieg zwischen 1877 und 1878 und dem Verlust der Gebiete am Kaukasus, siedelten die Osmanen einen Teil der Kriegsflüchtlinge in Syrien unter anderem im Gebiet der Golanhöhen an. Als die Osmanen 1918 im Ersten Weltkrieg unterlagen, wurden ihre arabischen Provinzen vom Reich abgetrennt und Syrien erst französisches Mandatsgebiet und später ein unabhängiger Staat.
Die syrischen Regierungen verfolgten gegen ihre ethnische Minderheiten eine Araberisierungspolitik, die unter anderem im Norden an der türkischen Grenze einen "Arabischen Gürtel" etablieren wollte. Turkmenen und Kurden in diesem Gebiet wurden umgesiedelt und sollten so von ihren Verwandten in der Türkei abgeschnitten werden. Ihre Besitzungen gingen auf arabische Siedler über. Neben dieser Politik wurden auch nicht-arabische Ortsnamen umbenannt.

## Bevölkerungszahl
Die türkische Bevölkerung nahm nach dem Ersten Weltkrieg ab, als die Türken begannen in die neu gegründete Türkei auszuwandern. Verschiedene Quellen gehen von einer Bevölkerung von 100.000 bis 200.000 Menschen aus. Türkische Quellen schätzen die Gemeinschaft auf zwischen 750.000 und 1.500.000 Mitglieder. Türkische Medien gingen 2012 von 1,5 Millionen türkisch-sprachigen Turkmenen und 2 Millionen weiteren assimilierten Turkmenen aus.

## Bekannte syrische Turkmenen
- Yusuf al-Azma
- Taqi al-Din Muhammad ibn Ma'ruf

## Bibliografie
1. ↑  David Commins: Historical Dictionary of Syria (= Historical Dictionaries of Asia, Oceania, and the Middle East. Bd. 50). 2nd edition. Scarecrow Press, Lanham MD u. a. 2004, Seite 268. ISBN 0-8108-4934-8.

1. ↑  Alessandra Galié, Kerim Yildiz: Development in Syria. A Gender and Minority Perspective. Kurdish Human Rights Project, London 2005, Seite 18, ISBN 1-900175-88-6.

1. ↑  Kemal H. Karpat: Studies on Turkish Politics and Society. Selected Articles and Essays (= Social, Economic, and Political Studies of the Middle East and Asia. Bd. 94). Brill, Leiden u. a. 2004, Seite=436, ISBN 90-04-13322-4.

1. 1 2  Abdi Noyan Özkaya: Suriye Kürtleri: Siyasi Etkisizlik ve Suriye Devleti'nin Politikaları. In: Uluslararasi hukuk ve politika. UHP = Review of international Law and Politics. RILP. Bd. 2, Nr. 8, 2007, ISSN 1305-5208, S. 90–116, online (PDF; 766 KB) (Memento vom 24. Januar 2011 im Internet Archive), acc. 3. Oktober 2012, Seite 112.

1. ↑   Nawar Shora: The Arab-American Handbook. A Guide to the Arab, Arab-American & Muslim Worlds. Cune Press, Seattle WA 2009,  Seite 236, ISBN 978-1-885942-47-0.